# 时事亮亮点
时事亮亮点（英语：Lawrence's Viewpoint），是凤凰卫视的一档周播评论类节目。因该节目由何亮亮主持，节目定名为时事亮亮点。该节目为凤凰观天下时段节目之一。节目盘点上周重要而值得关注的新闻热点，展开深入分析。節目於2011年初至2020年由五粮春冠名，2010年由真龍冠名。

## 播出时间[1]
- 凤凰卫视中文台：香港时间周一19：30-20：00首播，周二5：30-6：00、13：00-13：30、17:00-17:30重播。
- 凤凰卫视欧洲台：格林威治时间周一22：25-23：00首播，周二12：20-12：55重播。
- 凤凰卫视美洲台：美国西岸时间周一18：10-18：45首播，周二2：05-2：40重播。
- 凤凰卫视澳洲版：悉尼时间周二7：25-8：00首播，21：20-21：55重播。

### 特别改动
2014年6月9日-7月11日，美洲台因播出2014年世界杯足球赛特别节目——《巨星面對面》等腾讯制作的原创节目（播出时间：18:40-19:00），节目提前至18：05分播出，并于18：40分结束。

## 环节
节目共分为以下环节：
- 上周要闻回顾：盘点上周重要而值得关注的新闻热点。
- 蓦然回首：第一节新闻评论环节。
- 推心置腹：第二节新闻评论环节。
- 传播焦点：第三节新闻评论环节。
- 人物点睛：人物评论环节，以一字评论每周新闻人物。
- 时事预告：预告未来一周将发生的事件。

### 特别期
某些情况下，节目只围绕一个主题进行评论。
- 2013年6月17日：棱镜计划与斯诺登[3]
- 2013年7月（日期不详）：朝鲜战争